# Pseudoleucania
Pseudoleucania là một chi bướm đêm thuộc họ Noctuidae.

## Các loài tiêu biểu
- Pseudoleucania brosii (Köhler, 1959)
- Pseudoleucania diana (Butler, 1882)
- Pseudoleucania ferruginescens (Blanchard, 1852)
- Pseudoleucania leucaniiformis (Zerny, 1916)
- Pseudoleucania luteomaculata Angulo & Olivares, 2001
- Pseudoleucania marii Köhler, 1979
- Pseudoleucania onerosa (Köhler, 1959)